# 合掌造

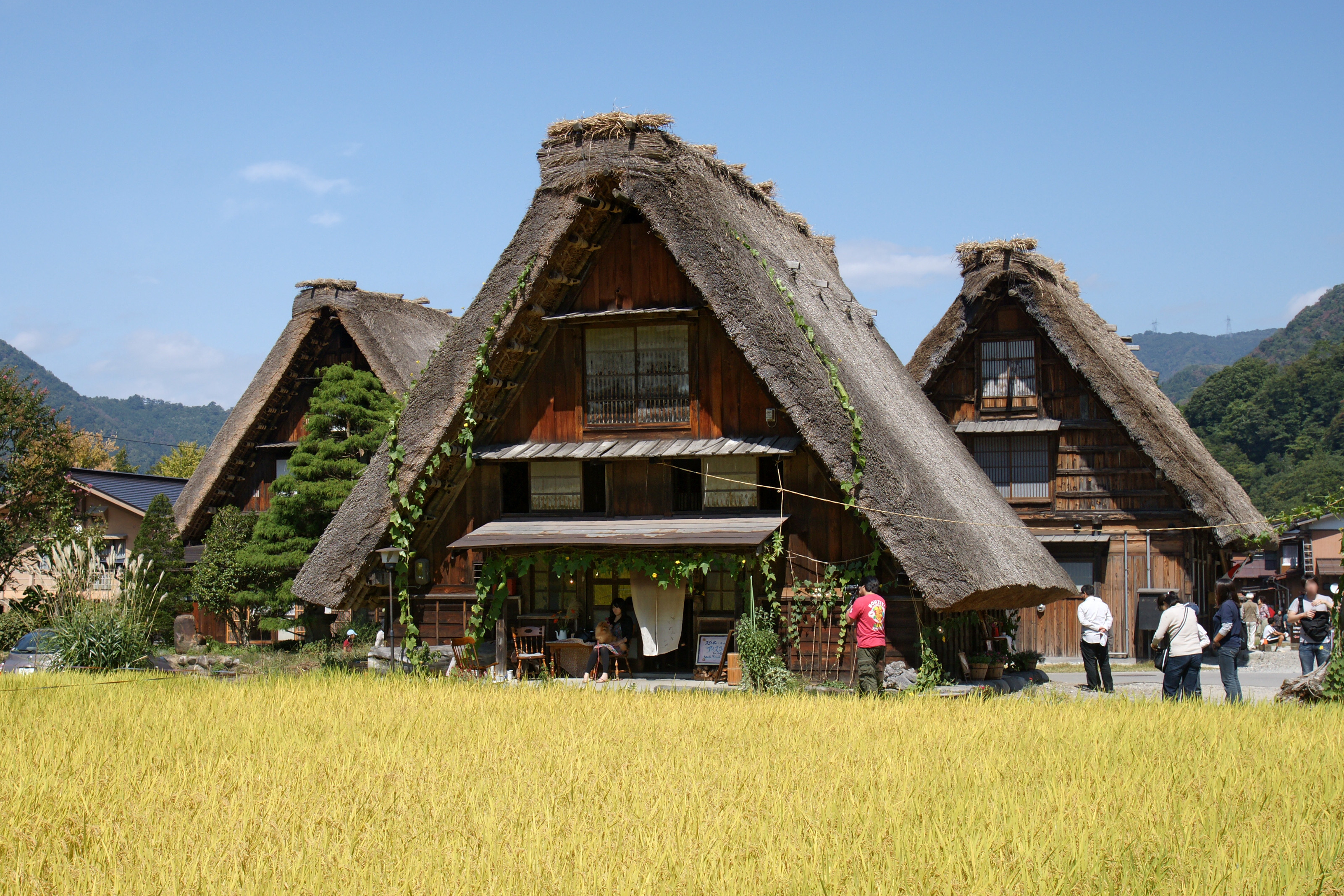
合掌造（白川鄉）

合掌造（日语：／ Gasshōzukuri）是指日本一種特殊的民宅形式，特色是以茅草覆蓋的屋頂，呈人字型的屋頂如同雙手合十一般，於是就被稱為「合掌」。合掌造為木造建築物，在興建的過程中完全不用釘子，但仍然十分牢固。合掌造的屋頂十分陡峭，這是使積雪容易滑落不會堆積，以避免冬季的大雪將屋頂壓垮（類似歐洲的建築）。合掌造每隔三、四十年就必須更換老朽的屋頂茅草。更換茅草需要大量人力，故每次有哪一家人的屋頂需要翻修，全村的人就會同心協力一起完成，這種合作方式稱為「結」（ゆい）。

## 合掌造的歷史
傳說這種建築形式是13世紀初平氏家族在源平合戰戰敗後遁入深山，為了禦寒並躲避追兵而建造的。目前保存下來的建築物大約是在江戶時代中後期興建的。